# Nyckelpigor
Nyckelpigor (Coccinellidae) är en familj i ordningen skalbaggar. Det finns nästan 6 000 arter i världen, varav 82 i Sverige.

## Utseende
Nyckelpigor har ett karakteristiskt utseende med sina ofta färgrika täckvingar, vanligen med ett tydligt prickmönster. Färgen varierar betydligt; oftast ingår några av färgerna svart, rött, gult och brunt. De är tämligen små skalbaggar, längd mellan 1 och 10 millimeter, med korta ben och antenner och nästan halvklotformig kropp. 

## Vanor
De flesta nyckelpigor lever av rov. Bland större arter är bladlöss det vanligaste bytet, mindre föredrar ofta sköldlöss. Några få, släktena Subcoccinella och Cynegetis, är växt- eller svampätare. 
Nyckelpigor lägger ägg. De fullbildade, rovlevande nyckelpigorna har hög konsumtion av blad- eller sköldlöss, men överträffas klart av de stora, klumpiga men lättrörliga larverna.
Nyckelpigornas klara färger kan ses som en varningssignal. Skalbaggarna kan nämligen avsöndra en gul vätska från benens leder, en vätska som förutom att den är giftig också har en påfallande besk smak. Vissa rovinsekter och fåglar äter ändå nyckelpigor.

## Ekonomisk betydelse
Många nyckelpigor används inom biologisk bekämpning för att hålla efter bladlöss och sköldlöss. Å andra sidan finns det arter, till exempel Subcoccinella vigintiquatuorpunctata, tjugofyraprickig nyckelpiga, som kan uppträda som skadedjur på sockerbetor och klöverväxter.

## Familjärt namn
Både den sjuprickiga nyckelpigan och den tvåprickiga nyckelpigan (Adalia bipunctata) kallas ofta gullhöna. Namnet nyckelpiga är kopplat till Jungfru Maria. Nyckelpigan förknippades tidigt med Jungfru Maria, som enligt traditionen hade nycklarna till himmelriket, eftersom sju är ett heligt tal med till exempel de sju dygderna. Nyckelpigan var Jungfru Marias hjälpreda som tog nycklarna till himmelriket.

## Nyckelpigeförsöket 2018
2018 genomförde föreningen Vetenskap & Allmänhet Nyckelpigeförsöket, ett svenskt forskningsprojekt med syfte att utveckla kunskap om hur man på ett bra sätt skapar automatisk artidentifiering av insekter. Kunskapen kan i framtiden användas för att utveckla en bildigenkänningsapp som genom ett foto kan identifiera olika arter av insekter. Projektet engagerade ca 15 000 personer som tillsammans samlade in över 5 000 bilder.

## Folktro
I svensk folktro ansåg man att nyckelpigan (eller gullhönan som man ofta kallade den) spådde väder. I Bohuslän yttrade man följande ramsa när man såg en nyckelpiga: ”Gullhöna, gullhöna, flyg, flyg, flyg, så blir det sommar å gott, gott vä’r.” I Värmland var det emellertid tvärt om: om gullhönan flög blev det regn.

## Bildgalleri

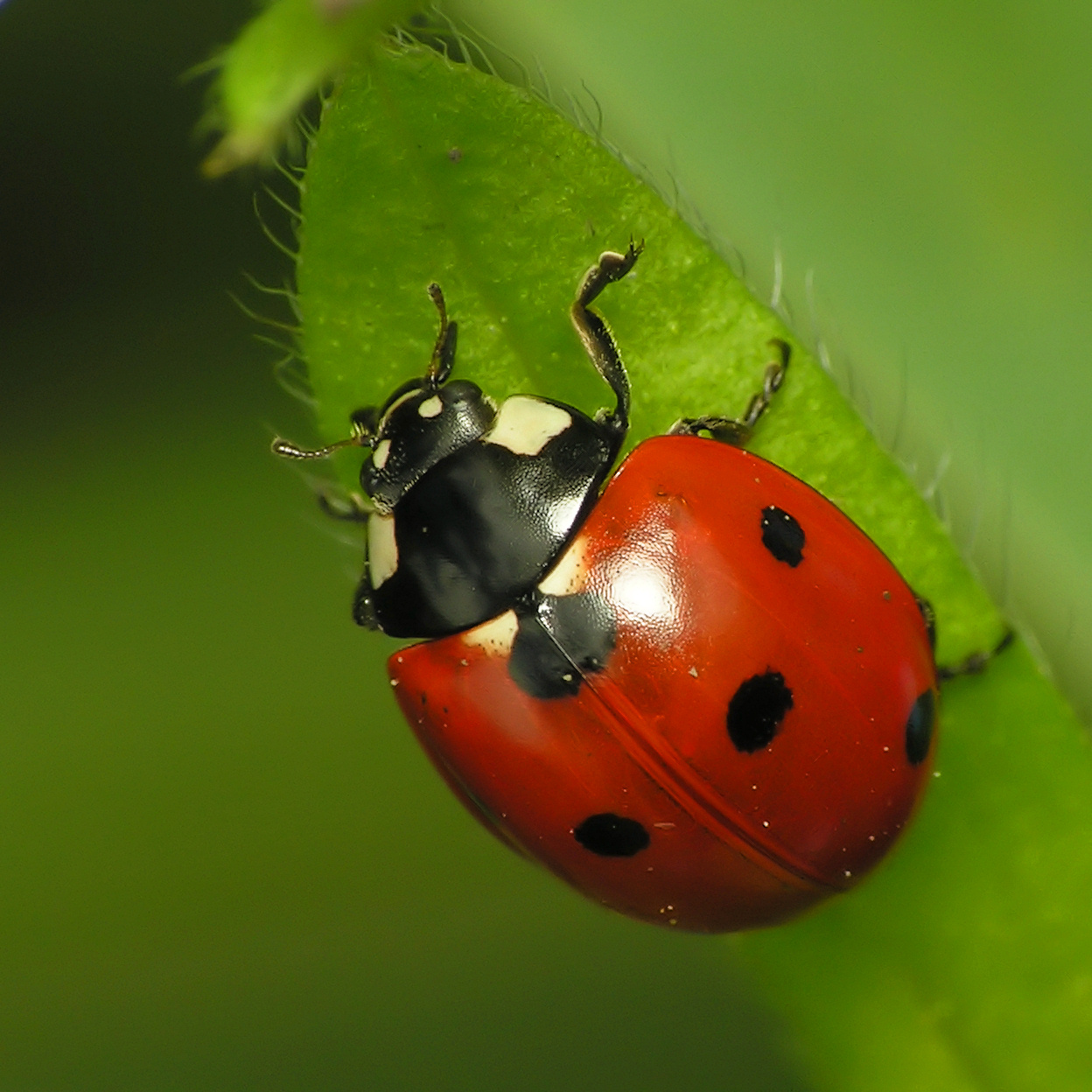
Sjuprickig nyckelpiga (Coccinella septempunctata)
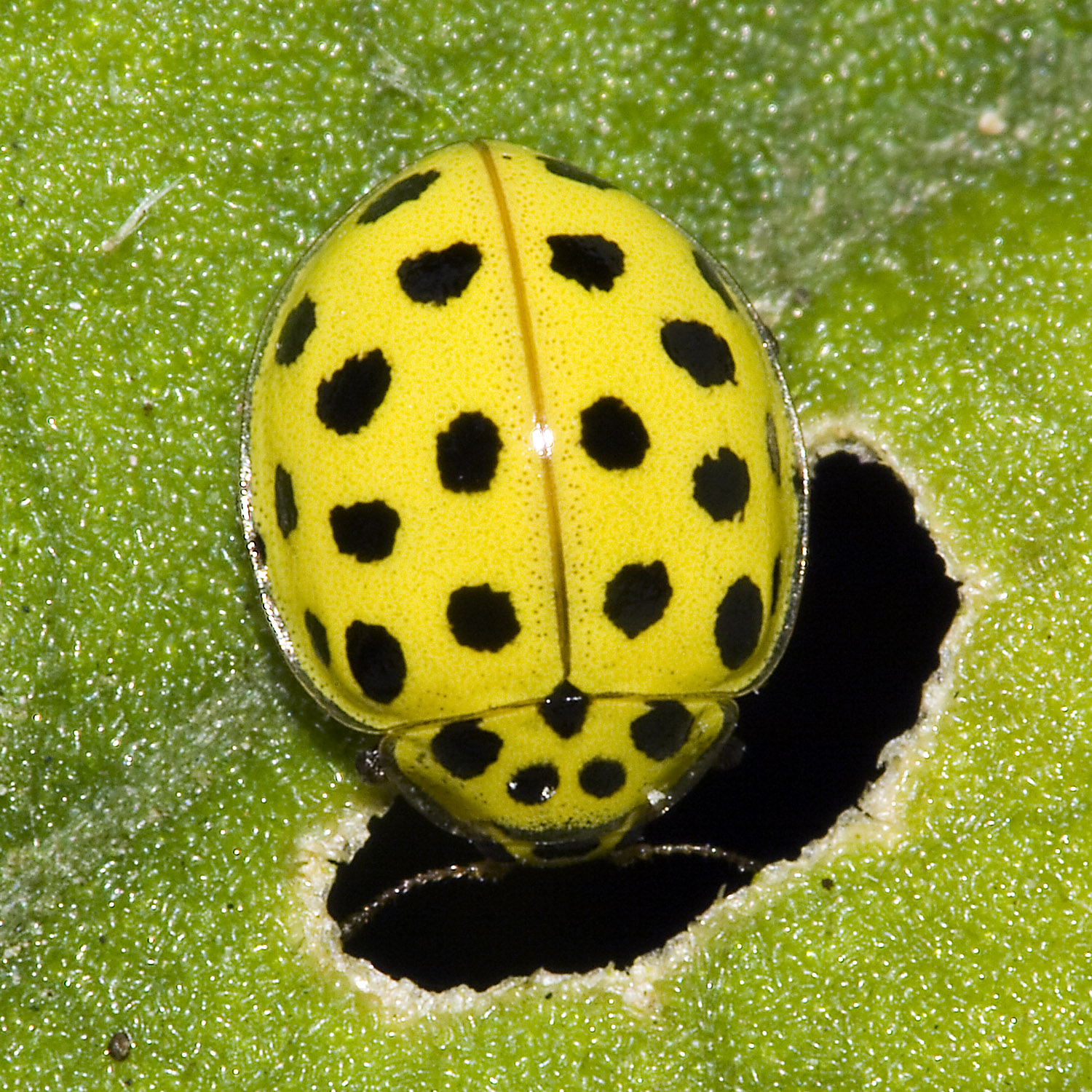
Tjugotvåprickig nyckelpiga (Psyllobora vigintiduepunctata)
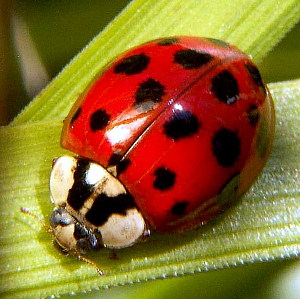
Harlekinpiga (Harmonia axyridis)
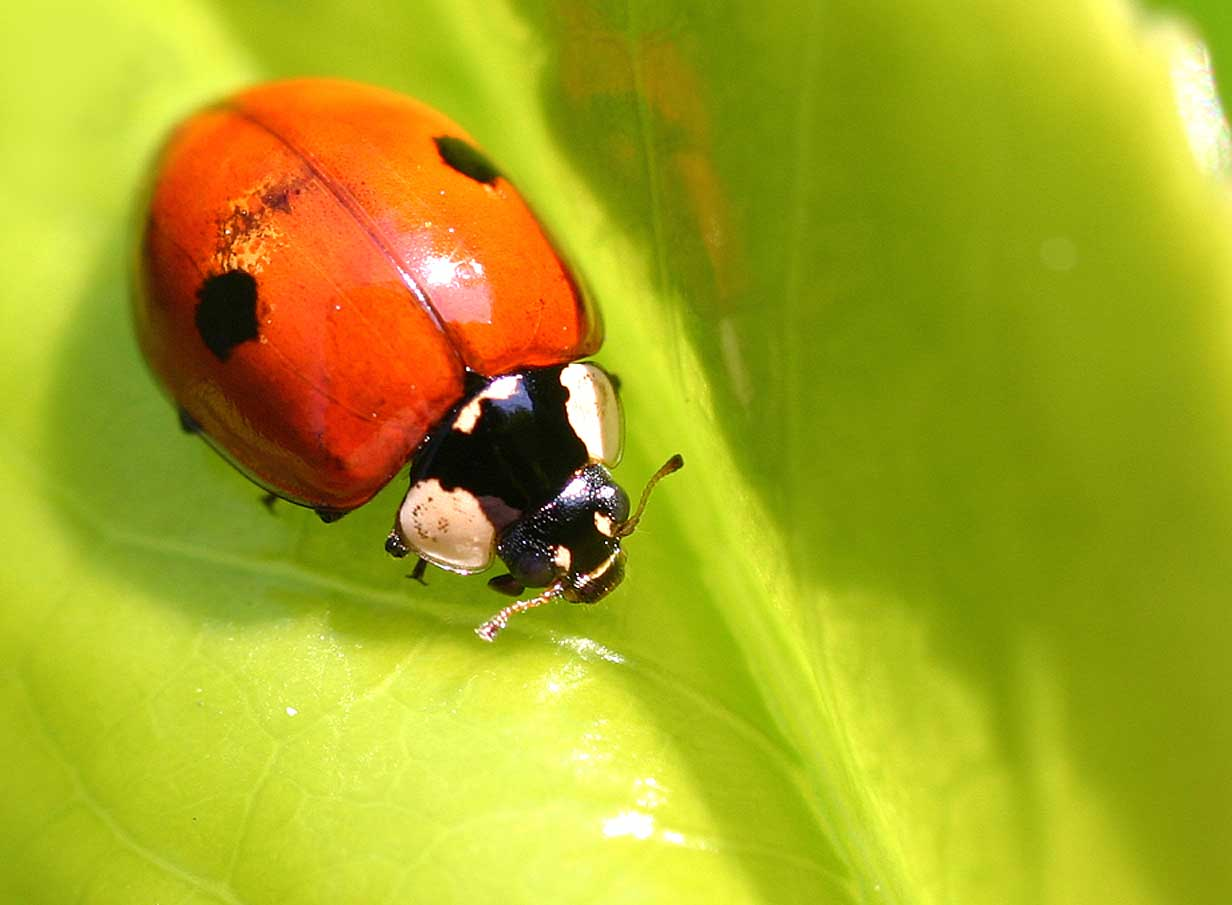
Tvåprickig nyckelpiga (Adalia)
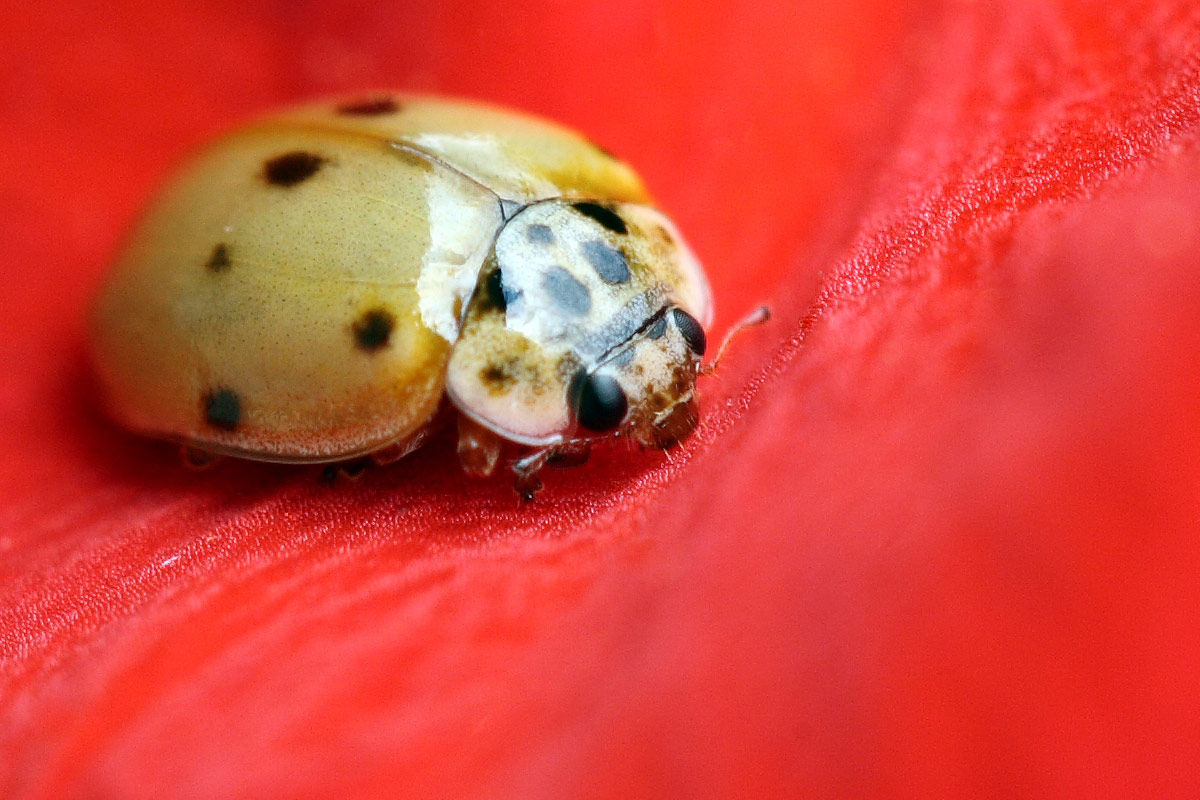
Tioprickig nyckelpiga (Adalia decempunctata)
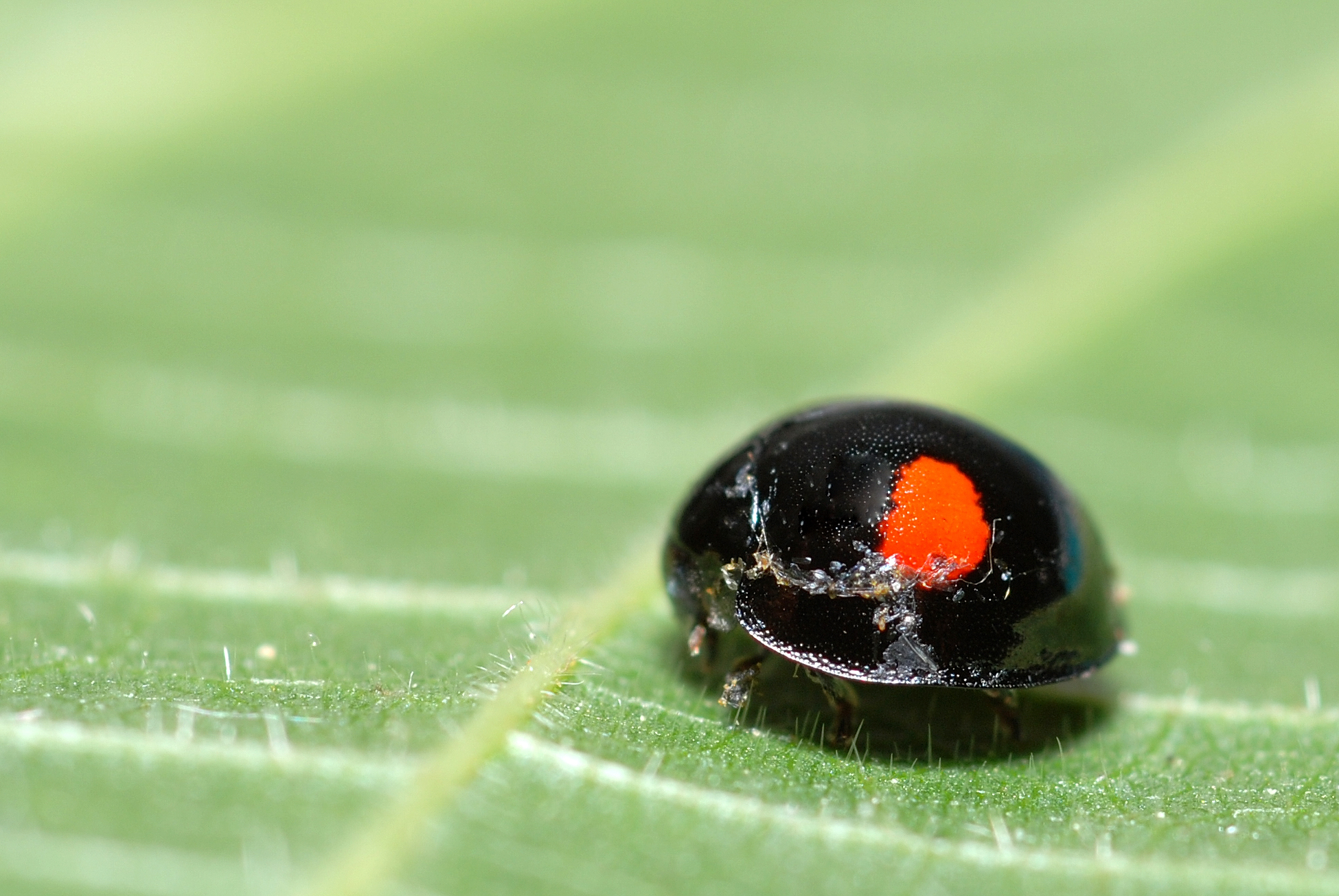
Tvåfläckig sköldluspiga (Chilocorus renipustulatus)
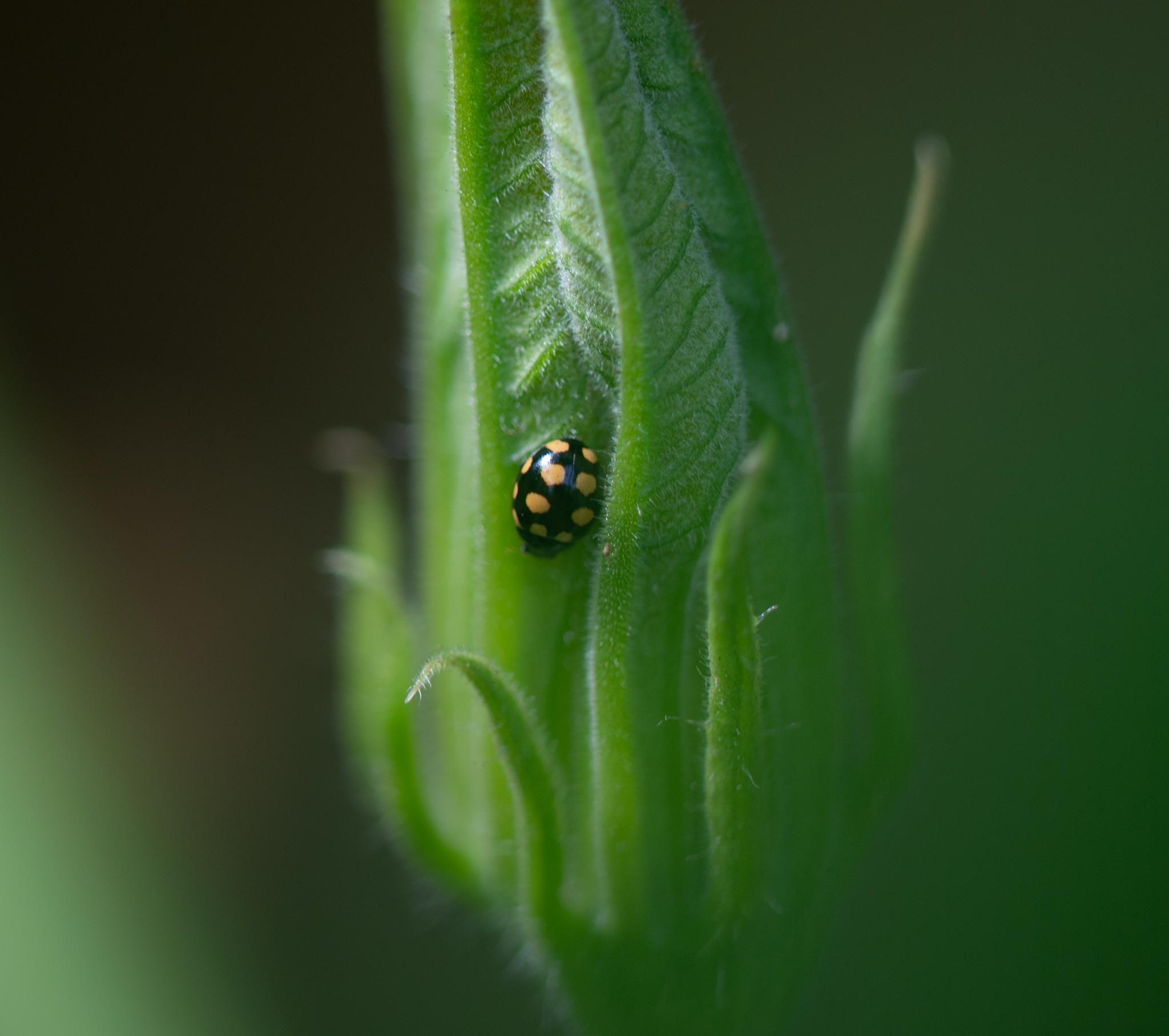